# تاکشی سایتو
تاکشی سایتو (ژاپنی: 斉藤 武志؛ زادهٔ ۱ ژوئن ۱۹۷۹) یک بازیکن فوتبال اهل ژاپن است.
از باشگاه‌هایی که در آن بازی کرده‌است می‌توان به باشگاه فوتبال مونتدیو یاماگاتا اشاره کرد.